# Mary Trump
Mary Lea Trump (New York, 3 mei 1965) is een Amerikaanse psycholoog, zakenvrouw en auteur.
Zij is de enige nicht van de Amerikaanse president Donald J. Trump. Van haar boek over hem en de familie, Too Much and Never Enough, werden bijna 1 miljoen exemplaren verkocht op de dag dat het uitkwam, 14 juli 2020.

## Biografie
Mary L. Trump werd in mei 1965 geboren als dochter van stewardess Linda Lee Clapp en Fred Trump Jr., een commercieel straaljagerpiloot bij Trans World Airlines. Haar oudere broer is Frederick Trump III.
Trump doorliep de Ethel Walker School in 1983. Ze studeerde Engelse literatuur aan de Tuftsuniversiteit in Boston en behaalde in die studie een graad aan de Columbia University, waar ze zich specialiseerde in de werken van de Amerikaanse schrijver William Faulkner en o.a. de "gestoorde, fictieve familie Compson" uit diens roman The Sound and the Fury uit 1929.
Voorts behaalde zij een Ph.D.-graad in de klinische psychologie aan de particuliere Adelphi University in New York.
Mary Trumps vader overleed in 1981 op 42-jarige leeftijd aan een hartaanval veroorzaakt door alcoholisme; Mary was toen zestien jaar oud. In haar boek spreekt zij over een tijd toen haar grootmoeder Mary Anne MacLeod Trump refereerde aan Elton John als een faggot ('flikker'). Trump besloot daarom zelf niet uit de kast te komen als lesbienne en niet bekend te maken dat ze met een vrouw ging trouwen, met wie ze overigens later ook nog een dochter zou opvoeden. Op latere leeftijd is het stel gescheiden en sindsdien woont Mary Trump samen met haar dochter in Long Island (New York).

### Carrière
Trump leverde een bijdrage aan het boek Diagnose: Schizofrenie, gepubliceerd door de Columbia University Press in 2002.
Zij gaf academische colleges in ontwikkelingspsychologie, trauma, en psychopathologie.
Ze is ook de oprichter en het hoofd van de The Trump Coaching Group, een private begeleidingsgroep voor psychologie en levenskunst. Voorts runt ze nog enkele bedrijven in het noordoosten van de V.S.

### Politiek
Trump steunde Hillary Clinton tijdens de presidentsverkiezing van 2016. Op 15 juli 2020 verklaarde zij in een interview voor ABC News door George Stephanopoulos dat president Trump diende af te treden. Mary zei dat de president "volkomen onmachtig is om het land te leiden en dat het gevaarlijk is om hem toe te staan om dat te doen.". Gevraagd naar haar professionele opinie, antwoordde zij in een interview in The Late Show met Stephen Colbert dat Donald Trump tendensen sociopathie vertoont, maar niet in dezelfde mate als zijn vader en haar grootvader Fred Trump Sr., die institutioneel werd vrijgesteld van verantwoordelijkheden en nooit is aangesproken op zijn daden.

## Conflicten binnen de familie Trump
Toen Fred Trump Sr. in 1999 aan Alzheimer overleed betwistten Mary en haar broer Fred III de laatste wil van hun grootvader. Fred Trump Sr.'s testament liet het overgrote deel van zijn onroerendgoedimperium in gelijke delen na aan zijn kinderen. Aan elk van zijn kleinkinderen werd 200.000 dollar nagelaten.
Toen Mary's vader eerder dan hij overleed, adviseerde Fred Sr. hem om zijn testament te wijzigen en Mary en haar broer, Fred III, grotere delen toe te kennen dan aan de kleinkinderen wier ouders nog leven. Zij schatten in dat Fred Sr.'s testament zou worden aangevochten als het niet werd gewijzigd door afstammelingen die zouden argumenteren dat het zijn bedoeling was dat uiteindelijk elke erfgenaam een deel van zijn of haar deel van het fortuin wilde nalaten aan zijn of haar eigen nakomelingen.
Kort na Fred Sr.'s dood, schonk Mary's schoonzuster het leven aan een zoon met een zeldzaam zwakke gezondheid, die zijn leven lang een intensieve en kostbare medische behandeling zou vergen. Fred Sr. had een fonds in het leven geroepen om de kosten van de noodzakelijke zorg voor zijn familie af te dekken. Nadat Mary en Fred III het geding tegen Donald Trump en twee van zijn drie levende kinderen hadden aangespannen, werden Mary en Fred III ingelicht dat het medische familiefonds hun medische uitgaven niet langer zou vergoeden. Het geding werd afgehandeld in 2001. De uitkomst van het geding over de verdeling van Fred Sr.'s nalatenschap pakte lager uit dan de waarde van het deel dat hun vader zou hebben geërfd, indien hij had geleefd toen Fred Sr. stierf. Het dekte wel het bedrag van hun medische uitgaven. Mary en Fred III ervoeren dit als een miskenning van hun overleden vader.
In 2019 werd de Pulitzer Prijs voor Onderzoeksjournalistiek toegekend aan David Barstow, Susanne Craig en Russ Buettner van The New York Times voor "een grondig anderhalf jaar durend onderzoek naar de financiën van Donald Trump, dat zijn verklaringen over zelf vergaarde rijkdom onderuit haalde en een zakenimperium openbaarde dat werd bijeen gesprokkeld met belastingontwijkingen." Mary Trump zou volgens bronnen een cruciale informatiebron voor dat onderzoek zijn geweest, aangezien zij tijdens het geding over de nalatenschap van haar grootvader in het bezit was gekomen van Donald Trumps belastingpapieren.
Na de aankondiging van Mary's boek Too Much and Never Enough in juni 2020, probeerde haar oom Robert S. Trump de verschijning ervan te blokkeren, bewerend dat zij tijdens het rechtsgeding in 1999 een zwijg-clausule ondertekende. Een tijdelijk opschortingsverzoek tegen Mary werd door het Hooggerechtshof van New York afgewezen wegens gebrek aan jurisdictie, waarna het boek op 14 juli 2020 naar buiten kwam. Robert Trump overleed een maand later na een ziekenhuisopname aan een niet-meegedeelde diagnose. Tijdens de uitvaart noemde president Donald hem "niet mijn broer, maar mijn vriend".

## Boek "Te veel en nooit genoeg"
Too Much and Never Enough: How My Family Created the World's Most Dangerous Man is een boek, geschreven door Mary Trump, gepubliceerd op 14 juli 2020, door uitgeverij Simon & Schuster.
In het boek beschrijft ze o.a. hoe zij de anonieme bron werd die de belastingaangiften van de familie Trump onthulde aan de The New York Times; de opstellers van de reportage wonnen er de Pulitzer Prijs voor Onderzoeksjournalistiek mee.
Zij beschrijft in het boek de familiepatronen daterende van haar overgrootouders - immigranten uit Duitsland en Schotland - die in haar ogen aan de basis staan van het psychische disfunctioneren van haar oom Donald. Daarnaast beschrijft zij de uitsluitingsmechanismen in de familie die er toe leidden dat haar vader Fred, de oudere broer van Donald, door te kiezen voor een carrière als piloot buiten het familie-imperium, uiteindelijk werd onterfd en op 42-jarige leeftijd als alcoholverslaafde stierf. Grootvader Fred onterfde daarna ook Mary zelf en haar broer Fritz, een beslissing waartegen beide kinderen - nog lopende - rechtszaken aanspanden. Verder laat ze haar oom Donald zien als een slechte zakenman, die het imperium van zijn vader in 2004 voor een veel lager bedrag - ruim 700 miljoen dollar - van de hand deed dan het waard was. Maar zelfs dat kon Donalds rampzalige financiële situatie niet goedmaken, na zijn faillissement in de vastgoedsector. Donald ging door met schulden maken terwijl mensen die nog door zijn vader waren aangesteld hem van de financiële ondergang redden. Dit terwijl Donald daarvoor de eer kreeg en bovendien, aldus Mary, steeds bekender werd door zijn deelname aan de serie The Apprentice, waarin hij als een succesvolle vastgoedmagnaat wordt voorgesteld.
De juridische strijd of het boek gepubliceerd kon worden werd uitgevochten in New York, waar het Hooggerechtshof de uitgevers Simon & Schuster toestond het boek te publiceren. Het boek ging op de dag van uitgave bijna 1 miljoen keer over de toonbank, en is inmiddels een wereldwijde bestseller.
- Bibsys: 1593520723533
- Bibliothèque nationale de France: cb17909998w (data)
- Catàleg d'autoritats de noms i títols de Catalunya: 981058615454906706
- CiNii: DA19582761
- Gemeinsame Normdatei: 1213632048
- International Standard Name Identifier: 0000 0001 2525 4945
- Library of Congress Control Number: n2001060078
- Nationale Bibliotheek van Tsjechië: jo20201088369
- Nederlandse Thesaurus van Auteursnamen: 427914922
- Système universitaire de documentation: 250541475
- Virtual International Authority File: 51034002
- WorldCat: E39PBJc3CbwWftbQ7gC7gQjXBP